# 仙游縣君
仙游县君任氏（?—?），中国北宋时期皇族女性，为濮安懿王赵允让之妾，趙宗袞、宋英宗趙曙、趙宗愈、趙宗楚、趙宗祜及建安郡主生母。

## 生平
明道元年（1032年）正月三日，赵曙出生于宣平坊第。赵允让梦见两龙与太阳并随，一龙对赵允让说：“吾非王所能有也。”据说赵曙出生，赤光满室，或见黄龙游光中。
宋英宗继位时，仙游縣君已经去世。治平元年（1064年），韩琦、欧阳修等奏请尊礼濮安懿王及谯国太夫人王氏、襄国太夫人韩氏、仙游县君任氏，引起与司马光、吕诲、范纯仁、吕大防等台谏大臣的濮议之争。最终，治平三年（1066年），由于宋英宗强烈意愿，使曹太后认可尊濮安懿王为濮安懿皇，谯国太夫人王氏、襄国太夫人韩氏、仙游县君任氏并称后。立濮王与仙游县君园陵。但是，仙游县君、赵允让都没有获得明确的帝后尊号，随着英宗的去世，事情不了了之。元豐二年（1079年），宋神宗下詔以濮安懿王三夫人可並稱王夫人。
元豐三年（1080年），王夫人任氏之弟皇城使昌州刺史任泽陞迁嘉州刺史，侄子四人并特转一官。
元豐六年（1083年），任氏的兄長任守政封资州防御使、任守沂封昭州防御使。其母張氏封為遂國夫人、弟弟任泽封崇信军节度使。

## 父
- 任固，贈左監門衛將軍，元丰六年八月初八日，贈寧國軍節度使